# Omosessualità e leggi antidiscriminatorie
(Risoluzione del Parlamento europeo del 26 aprile 2007 sull'omofobia in Europa, art 8)
(Risoluzione del Parlamento europeo del 26 aprile 2007 sull'omofobia in Europa, art 10)
Le leggi antidiscriminatorie dovrebbero mirare alla tutela dei cittadini appartenenti a minoranze o gruppi contro possibili violenze, persecuzioni o delitti motivati da odio.

## Basi giuridiche del concetto

Paesi con leggi contro la discriminazione sul lavoro basata sull'orientamento sessuale

L'Articolo 2 della Dichiarazione universale dei diritti dell'uomo del 1948 contiene due indicazioni relative alla non discriminazione in genere:
L'articolo 7 proibisce ogni forma di discriminazione:
Molti trattati internazionali contengono indicazioni come queste, che non menzionano esplicitamente "l'orientamento sessuale".
Tale lacuna è stata colmata da numerosi Paesi che hanno legiferato, in modo diverso come, per prevedere anche l'orientamento sessuale, o specificatamente l'omosessualità, tra i gruppi oggetto di tutela.
Il Comitato per i Diritti umani delle Nazioni Unite, nel 1994, ha equiparato, nel caso "Nicholas Toonen vs. Australia", la menzione a "sesso" a quella di "orientamento sessuale".

## In Europa

### Parlamento europeo e norme antidiscriminatorie
Il Parlamento europeo è intervenuto più volte chiedendo agli stati membri di legiferare in materia antidiscriminatoria con risoluzioni che, più o meno sinteticamente, ribadivano la necessità che venissero adottate legislazioni antidiscriminatorie in vari ambiti dalle legislazioni nazionali, tenendo conto fra le altre, e allo stesso titolo, anche della discriminazione antiomosessuale.
Ecco alcune delle risoluzioni in materia:
- Risoluzione 13 marzo 1984: proposta dall'eurodeputata italiana Vera Squarcialupi, dettagliata ed espressamente rivolta contro le discriminazioni fondate sull'orientamento sessuale;
- Risoluzione 11 giugno 1986: proponente D'Ancona;
- Risoluzione 26 maggio 1989: proponente Parodi;
- Risoluzione 22 novembre 1989: proponente Buron;
- Risoluzione 23 luglio 1990: proponente Ford;
- Risoluzione 8 febbraio 1994;
- Risoluzione 17 settembre 1996: risoluzione generale sui diritti umani in generale;
- Risoluzione 8 aprile 1997: risoluzione generale sui diritti umani in generale;
- Risoluzione Sulla parità di diritti per gli omosessuali nell'Unione europea approvata dal Parlamento europeo il 17 settembre 1998;
- Risoluzione 3 febbraio 2014 sulla tabella di marcia dell'UE contro l'omofobia e la discriminazione legata all'orientamento sessuale e all'identità di genere (2013/2183(INI))[1]
- Risoluzione 9 giugno 2015: sulla tabella di marcia della UE per l'eguaglianza fra uomini e donne dopo il 2015 (2014/2152(INI), che per la prima volta menziona esplicitamente la famiglia gay e afferma il principio che la definizione e composizione della famiglia sono mutevoli nel tempo (art. 31): <<Recommends that, as the composition and definition of families change over time, family and work legislation be made more comprehensive with regard to single-parent families and LGBT parenting>>[2].

Il 26 settembre 2000 la stessa Assemblea ha approvato, con la maggioranza del 77 per cento, una nuova raccomandazione (n. 1474) a tutti gli Stati membri ad introdurre una completa legislazione antidiscriminatoria (oltre che a riconoscere la parità di diritti per le coppie omosessuali e ad includere un divieto esplicito di discriminazioni basate sull'orientamento sessuale nella Convenzione europea per la salvaguardia dei diritti dell'uomo e delle libertà fondamentali). Tale voto seguiva quello del 6 giugno, quando la stessa Assemblea parlamentare aveva approvato un'analoga raccomandazione, con cui si invitavano gli Stati membri a includere la persecuzione degli omosessuali fra le cause di riconoscimento del diritto di asilo nel proprio territorio e a garantire il diritto di immigrazione per i partner di coppie dello stesso sesso. Infine, un esplicito divieto di discriminazioni fondate, tra l'altro, sull'orientamento sessuale è stato inserito nell'articolo 21 della Carta dei diritti fondamentali dell'Unione europea approvata dal Parlamento europeo il 14 novembre 2000 (anche qui la locuzione «orientamento sessuale», che compare nelle altre lingue, è resa in italiano con l'eccentrica traduzione «tendenze sessuali»).
Le norme qui proposte, oltre a colmare una lacuna che solo a fatica e parzialmente comincia ad essere affrontata dalla giurisprudenza (del tutto disarmata, peraltro, in materia penale), intendono mettere l'Italia al passo con le legislazioni antidiscriminatorie già vigenti da anni, in misura più o meno ampia, in molti Paesi democratici (Danimarca, Finlandia, Francia, Islanda, Lussemburgo, Norvegia, Paesi Bassi, Svezia, Svizzera, Slovenia, Canada, Israele, Sudafrica, numerosi Länder tedeschi e Stati degli USA e dell'Australia).
Molti Stati europei hanno adottato iniziative per allinearsi alle due direttive UE del 2000: la direttiva sull'uguaglianza razziale (2000/43/CE), che vieta, nella vita di tutti i giorni, la discriminazione fondata sulla razza o sull'origine etnica, e la direttiva sulla parità di trattamento in materia di occupazione (2000/78/CE), che vieta la discriminazione, in materia di occupazione e formazione, fondata sulla religione o le convinzioni personali, la disabilità, l'età o l'orientamento sessuale. Questo include i dieci nuovi Stati membri che sono entrati nell'UE nel mese di maggio 2004.
Il 31 marzo 2010 il comitato dei ministri del Consiglio d'Europa ha adottato una raccomandazione agli stati membri riguardante le "misure per combattere la discriminazione per motivi di orientamento sessuale o identità di genere"

### Austria
Il 26 maggio 2004 l'Austria ha adottato la Legge sul trattamento equo che interviene contro le discriminazioni sul luogo di lavoro legate all'appartenenza etnica, all'età, la religione, il sesso della persona o al suo orientamento sessuale.

### Belgio
Il governo federale del Belgio ha adottato all'inizio del 2003 una legislazione destinata ad attuare le direttive sull'uguaglianza razziale e sulla parità di trattamento in materia di occupazione.

### Cipro
Con la legge n. 58(I) del 2004 sulla parità di trattamento in materia di occupazione e condizioni di lavoro Cipro prevede la non discriminazione per razza o l'origine etnica, la religione o le convinzioni personali, l'età e l'orientamento sessuale.

### Danimarca
La Danimarca si è dotata di una legge antidiscriminatoria generale (legge 9 giugno 1971, n. 289) emendata il 3 giugno 1987 con la legge n. 357 che prevede la non discriminazione per "orientamento sessuale" "seksuelle orientering".

L'articolo 266b del codice penale, inoltre, punisce l'incitamento all'odio anche nei confronti degli omosessuali.

### Finlandia
Il codice penale finlandese vieta (e punisce) ogni forma di discriminazione nei settori dell'occupazione e dell'accesso al lavoro. In particolare l'art. 11, § 3 (come modificato dalla legge del 21 aprile 1995, n. 578) fa espresso riferimento all'orientamento sessuale ("sukupuolinen suuntautuminen").
Il tribunale amministrativo di Vaasa ha recentemente annullato una decisione della Chiesa evangelica luterana che aveva dichiarato inammissibile la candidatura di una donna a diventare cappellano perché convivente con un'altra donna e decisa a registrare ufficialmente l'unione.

La cosa contravveniva alla legge sulla non discriminazione fondata, fra l'altro, sull'orientamento sessuale o su «altri motivi riguardanti la persona»: si è giunti alla conclusione che convivere in un'unione con una persona dello stesso sesso faceva parte di questi «altri motivi».

### Francia
Il 23 giugno 2004 il consiglio dei Ministri francese ha approvato una proposta di legge contro l'omofobia.
Chi insulta per l’orientamento sessuale rischia fino ad un anno di carcere e fino a 45.000 euro di multa.

Il 22 dicembre il Senato francese ha approvato in via definitiva la legge con la quale viene istituita anche «l'Alta autorità per la lotta contro la discriminazione e per l'uguaglianza» (Halde).

### Germania
In Germania non esiste a livello federale una legge antidiscriminatoria dell'omosessualità.

La costituzione di tre Länder prevede il divieto di discriminazione per "identità sessuale" ("sexuelle Identität").

Gli articoli di riferimento sono:
- Berlino, articolo 10(2) della Costituzione del 1995.
- Brandeburgo, articolo 12(2) della Costituzione del 1992.
- Turingia, articolo 2(3), della Costituzione del 1993.

La Sassonia si è dotata il 22 dicembre 1997 di una Legge per la riduzione della discriminazione contro lesbiche e gay (Gesetz zum Abbau von Benachteiligungen von Lesben und Schwulen).

### Grecia
Il 27 gennaio 2005 la Grecia si è dotata di una legge sull'applicazione del principio della parità di trattamento indipendentemente da razza o origine etnica, convinzioni personali o religiose, disabilità, età o orientamento sessuale.

### Irlanda
In Irlanda la non discriminazione per orientamento sessuale è stata aggiunta nel 1993 all'Equal Status Act del 2000 (No. 8, s. 3(2)(d)) che riguarda beni e servizi, educazione e alloggio. Le norme vietano la discriminazione diretta ed indiretta, nei settori pubblico e privato, per quanto concerne l'occupazione e orientamento e formazione professionale.

### Islanda
Il codice penale islandese prevede, dal 1996, pene per la discriminazione per orientamento sessuale (General Penal Code, No. 19/1940, s. 180, come emendato dalla legge n. 135/1996, s. 1).

### Italia

#### Articolo 3 della Costituzione
In Italia la tutela dalle discriminazioni è sancita, dall'articolo 3 della Costituzione, primo comma:
Nel caso particolare di omosessuali, bisessuali o transessuali il divieto di discriminazioni fondate su «condizioni personali» sembrerebbe costituzionalmente sancito, ma non ancora dalla legge.

#### Legge Mancino
La legge di riferimento per la tutela da alcuni crimini d’odio e discriminazioni in Italia è la cosiddetta legge Mancino n. 205 del 1975, detta "antinaziskin" che assicura protezione contro le discriminazioni motivate da condizioni razziali, etniche, nazionali o religiose.

#### Sul lavoro
La legislazione italiana tutela le persone discriminate sul posto di lavoro, per motivi legati all'orientamento sessuale, con l'emanazione del Decreto Legislativo n. 216 del 9 luglio 2003, in attuazione della direttiva 2000/78/CE per la parità di trattamento in materia di occupazione e di condizioni di lavoro.
Il testo di legge italiano peraltro recepiva la normativa dell'Unione europea ribaltandone parzialmente il senso, in quanto introduceva per la prima volta nell'ordinamento italiano alcune eccezioni, riguardanti il personale delle Forze armate, di quelle di Polizia e dei servizi di soccorso (VV.FF., ecc.), stabilendo così di fatto i casi nei quali era lecito discriminare sul lavoro le persone omosessuali. Il secondo periodo del terzo comma dell'art. 3 del decreto recitava: "Parimenti, non costituisce atto di discriminazione la valutazione delle caratteristiche suddette ove esse assumano rilevanza ai fini dell'idoneità allo svolgimento delle funzioni che le forze armate e si servizi di polizia, penitenziari o di soccorso possono essere chiamati ad esercitare". L'espressione "caratteristiche suddette" rinviava alle "caratteristiche connesse alla religione, alle convinzioni personali, all'handicap, all'età, all'orientamento sessuale", elencate nel periodo precedente dello stesso comma.
In seguito alla procedura d'infrazione avviata contro l'Italia dalla Commissione europea (procedura di infrazione 2005/2358), il predetto periodo (che consentiva di discriminare gli omosessuali nelle forze armate e di polizia e nei servizi di soccorso) è stato abrogato dall'art. 8-septies del decreto-legge n. 59 dell'8 aprile 2008 convertito, con modificazioni, nella legge n. 101 del 6 giugno 2008.

#### Proposte di legge
Nel corso della XIV Legislatura, il 15 maggio 2002, l'on. Franco Grillini ha presentato un disegno di legge dal titolo «Norme contro le discriminazioni motivate dall'orientamento sessuale», ora decaduto 
Il 10 novembre 2004 la Regione Toscana ha approvato la legge titolata: «Norme contro le discriminazioni determinate dall'orientamento sessuale o dall'identità di genere», la prima del genere in Italia, che è stata impugnata dinanzi alla Corte Costituzionale dal governo della XIV Legislatura. Il testo riconosce a tutti il diritto alla libera espressione e manifestazione del proprio orientamento sessuale e della propria identità di genere, stabilendo precise norme anti-discriminazione e mettendo in cantiere specifiche azioni in campo formativo, lavorativo, sociale e nei servizi turistici e commerciali.
Il 2 ottobre 2009, la commissione Giustizia della Camera dei deputati ha adottato un testo base, presentato dalla deputata Anna Paola Concia e costituito da un singolo articolo, che tra le circostanze aggravanti comuni previste dall'articolo 61 del codice penale avrebbe dovuto inserire quella inerente all'orientamento sessuale. Tale testo è stato bloccato il 13 ottobre 2009 dalla maggioranza che ha votato a favore di una mozione pregiudiziale di costituzionalità sollevata dall'Unione di Centro.
Nel 2013 il deputato Ivan Scalfarotto presenta una proposta di legge per l'estensione della legge Mancino anche ai crimini  motivati dall'identità sessuale della vittima (espressione non attestata nell'ordinamento italiano o nella letteratura scientifica). Dopo un acceso dibattito, la legge viene approvata il 19 settembre dalla Camera dei deputati, con la specifica che non sono soggette ad aggravante per omofobia "opinioni assunte all'interno di organizzazioni che svolgono attività di natura politica, sindacale, culturale, sanitaria, di istruzione ovvero di religione o di culto, relative all'attuazione dei principi e dei valori di rilevanza costituzionale che connotano tali organizzazioni”. Il 29 aprile 2014 la legge inizia l'iter al Senato ma non vedrà mai la luce in quanto mai approvata dall'aula.
A luglio 2020 viene calendarizzata alla Camera dei deputati la proposta da parte del PD della cosiddetta il cosiddetto ddl Zan”, che andrebbe ad aggiungere all'attuale legge Mancino, dove sono già punite le discriminazioni per appartenenza religiosa, politica e razziale, le aggravanti di discriminazione per sesso, genere, orientamento sessuale e identità di genere. La discussione in parlamento è prevista per il 3 agosto 2020.  Forza Italia a firma Enrico Costa presenta un emendamento che introduce alla proposta di legge quanto segue: "Ai sensi della presente legge, sono consentite la libera espressione di convincimenti od opinioni nonché le condotte legittime riconducibili al pluralismo delle idee e alla libertà delle scelte". Il relatore Alessandro Zan ha dichiarato che questo emendamento non influirà minimamente sull'effetto della proposta di legge in quanto va solo a ribadire un concetto già presente nella Costituzione. Ciò tuttavia provoca preoccupazione all'interno della comunità LGBT in quanto esiste il rischio che l'emendamento citato possa finire con il considerare opinione anche comportamenti lesivi della dignità delle persone LGBT. Dopo l'approvazione in commissione la proposta di legge è prevista per il voto alla Camera dei deputati il 22 ottobre 2020. Il 17 ottobre, su richiesta dei capigruppo di Lega e Fratelli d'Italia alla Camera dei deputati, a causa dei contagi COVID-19 crescenti tra i parlamentari, la discussione della sola proposta di legge contro l'omofobia è stata rinviata a data da destinarsi. Insorgono le associazioni LGBT che vedono questo slittamento come l'ennesimo tentativo di far naufragare il progresso della proposta di legge. La settimana successiva, su pressioni del presidente della Camera dei deputati Roberto Fico, la proposta di legge viene posta in esame e approvata dalla Camera dei deputati a scrutinio segreto, passando dunque all'esame del Senato.
Nel marzo 2021 il ddl Zan quindi passa sotto l'approvazione del Senato, ma il suo iter viene ripetutamente bloccato in commissione giustizia dalla presidenza, affidata alla Lega. Il 28 aprile seguente, dopo settimane di ostruzionismo e di fronte alle pressioni sociali che spingono per una rapida approvazione, il presidente della commissione giustizia Andrea Ostellari autorizza la calendarizzazione in commissione della legge, facendosene però relatore. Il provvedimento viene quindi bocciato al Senato a seguito dell'approvazione, a scrutinio segreto, della richiesta di non passaggio agli articoli, che blocca di fatto l'iter della proposta di legge.

### Lussemburgo
Il codice penale del Lussemburgo vieta (artt. 454, 457 aggiunti con la legge del 19 luglio 1997) la discriminazione diretta per quanto riguarda assunzione, avanzamento di carriera e licenziamento anche per orientamento sessuale "orientation sexuelle" e costumi "moeurs". È prevista la possibilità per i gruppi portatori di interessi legittimi di intervenire in giudizio.

### Norvegia
La Norvegia è stato il primo paese al mondo ad includere gli omosessuali nella sua legislazione anti-discriminazione nel 1981 con un articolo del codice penale (Codice Penale, art. 349a come emendato dalla legge dell'8 maggio 1981, n. 14) che rende perseguibile penalmente colui che "in attività economiche o similari" rifiuta beni o servizi ad una persona per la sua "disposizione, stile di vita o tendenza all'omosessualità" ("homofile legning, leveform eller orientering").

La pena è una multa o il carcere fino a sei mesi.

Un altro emendamento del 1991 ad un altro articolo del Codice Penale (S.135a) stabilisce che è illegale incitare all'odio o alla persecuzione una persona per la sua "disposizione, stile di vita o tendenza all'omosessualità". La pena è una multa o il carcere fino a due anni.
La legge è stata applicata una sola volta per perseguire un ministro di culto che aveva pubblicamente offeso gli omosessuali, ma il suo valore simbolico, indiscutibilmente ha portato una ventata di tolleranza nel Paese tanto che un'indagine condotta tra la popolazione, nel 1968, mostrò che il 76% degli intervistati fosse d'accordo nel sostenere che gli omosessuali dovessero contrastare la loro tendenza. Nel 1983 il 33% della popolazione era assestato su questa posizione e nel 1989 il dato si assestava al 25% (The Norwegian Act on Registered Partnerships for homosexual couples, Ministry of children and family affaire publication, Oslo 1993).
In un emendamento all'Atto sull'Ambiente del Lavoro, è stato inserito un nuovo capitolo che riguarda la parità di trattamento sul posto di lavoro e il divieto a ogni tipo di differenza che si basi su orientamenti di natura sessuale. Questo capitolo è entrato in vigore il 1º maggio 2004.

Negli ultimi anni il governo ha intrapreso numerosi azioni mirate a modificare i modi di pensare e a creare condizioni di vita migliori per gli omosessuali e le lesbiche che vivono nella società norvegese. Questi sforzi si sono basati sulla Relazione n.25 (2000-2001) presentata al Parlamento sulle condizioni e sulla qualità della vita in Norvegia di omosessuali e lesbiche, ma anche sulle decisioni prese successivamente dal governo come risposta a questa relazione. A seguito di ciò, sono stati stanziati più di 20 milioni di corone norvegesi per mettere in atto misure di vario genere che aiutino a prevenire ogni forma di discriminazione contro gli omosessuali e le lesbiche residenti in Norvegia, e a favorire la loro accettazione.

### Paesi Bassi
Nei Paesi Bassi non esiste una legge antidiscriminatoria per gli omosessuali.
L'articolo 137c del codice penale, aggiunto il 14 novembre 1991, (Artikel 137c:
Hij die zich in het openbaar, mondeling of bij geschrift of afbeelding, opzettelijk beledigend uitlaat over een groep mensen wegens hun ras, hun godsdienst of levensovertuiging of hun hetero- of homoseksuele gerichtheid, wordt gestraft met gevangenisstraf van ten hoogste een jaar of geldboete van de derde categorie.)
punisce con il carcere fino ad un anno o ad una multa (di massimo 4500 euro) la persona che, sia oralmente che negli scritti o con un'immagine, diffama pubblicamente un gruppo per la sua razza, religione, credenze personali o il suo orientamento sessuale.
La corte di primo grado olandese condannò, il 7 ottobre 1998, il deputato Van Dijke, per ingiurie agli omosessuali, che aveva paragonato, in un articolo pubblicato da un quotidiano, ai truffatori.
Ancora, nel 1999, la Commissione olandese per le pari opportunità ha stabilito che le scuole private possono rifiutare allievi omosessuali, ma solo se dimostrano che l'allievo è impossibilitato a perseguire la missione della scuola e non semplicemente in ragione della sua omosessualità.

### Romania
Legge per l'adozione di un'ordinanza governativa d'emergenza No. 89/2001, pubblicata nella gazzetta ufficiale della Romania, part I no. 65/30.01.2002 ("orientarii sexuale").

### Slovenia
Il codice penale sloveno prevede dal 1994 (art. 141 della legge del 29 settembre 1994 pubblicata il 13 ottobre 1994) la non discriminazione per orientamento sessuale ("spolni usmerjenosti").

### Spagna
In Spagna la legge 51/2003, del 2 dicembre 2003, sulle pari opportunità, la non discriminazione e l'accesso universale alle persone disabili prevede anche la non discriminazione per orientamento sessuale.
Alcuni articoli del codice penale del 23 novembre 1995 (art. 314, 511-12 e 22(4), 510, 515(5)) prevedono la non discriminazione per "orientación sexual".

### Svizzera
L'art. 8 della Costituzione federale svizzera, adottata il 18 aprile 1999 sanziona la discriminazione per "stile di vita" ("Lebensform"), perifrasi che include l'orientamento sessuale, e nelle clausole di non discriminazione include l'orientamento sessuale.

### Svezia
Il codice penale svedese al capitolo 16 paragrafo 9, prevede per le offese ai danni di omosessuali sul posto di lavoro, una pena fino ad un anno di carcere.
La Svezia si è dotata di norme che vietano la discriminazione diretta ed indiretta a causa dell'orientamento sessuale (legge che vieta le discriminazioni fondate sull'orientamento sessuale in materia di lavoro (1999:133), modificate dalla legge
2003:310), nel settore lavorativo pubblico e privato e ha istituito una autorità, l'Ombudsman, preposta alla lotta alla discriminazione con il ruolo di mediatore e con poteri d'indagine nel caso di controversia contro le discriminazioni sull'orientamento sessuale.
Il 16 novembre 2002 il parlamento svedese ha deciso di includere omosessuali e bisessuali nella legge costituzionale contro l'incitamento all'odio razziale.
Il colpevole di minacce o dell'espressione di disprezzo verso gli omosessuali può essere condannato da 6 mesi a 4 anni di carcere.
La prima sentenza è stata commiatata il 29 giugno 2004 ad un pastore della chiesa luterana svedese, Åke Green, che durante una predica aveva attaccato il matrimonio omosessuale definendo gli omosessuali "perversi" e "un cancro nel corpo della società".
La sentenza è stata poi annullata dalla Corte Suprema il 29 novembre 2005.
Nel gennaio 2005 è entrata in vigore in Svezia la legislazione contro la discriminazione fondata sull'orientamento sessuale in materia di sicurezza sociale.

### Ungheria
Una Organizzazione non governativa ungherese che lotta per i diritti di omosessuali e lesbiche ha, in passato, citato in giudizio l'università Gáspár Károli della chiesa riformata per aver espulso uno studente di teologia che aveva ammesso la propria omosessualità a uno dei professori.

I tribunali ungheresi di prima e seconda istanza si sono pronunciati affermando che l'università aveva esercitato la propria libertà di espressione entro i limiti costituzionali senza discriminare gli omosessuali.

In Ungheria è in vigore la "Legge sulla salute pubblica", numero 154 del 1997, che all'art. 7 prevede la non discriminazione per orientamento sessuale ("szexuális irányultság")

### Regno Unito
Il Regno Unito si è dotato nel 2003 di regolamenti sull'uguaglianza in materia di occupazione e contro la discriminazione fondata sull'orientamento sessuale.
Nel gennaio 2005 è stato rilevato il primo caso di violazione ai regolamenti del 2003.
In particolare il tribunale del lavoro di Stratford (Londra) ha inflitto ad un dirigente dell'azienda Cleanaway una multa di 35 345 sterline (circa 51 300 euro) per licenziamento senza giusta causa, molestie e discriminazione di un omosessuale.

### Serbia e Montenegro
- Codice penale, articolo 141 (in vigore dall ottobre del 2000 e relativo alle "preferenze sessuali").

### Repubblica Ceca
Si veda, ad. es., la Legge 167/1999 del 13 luglio 1999 (emendamento alla legge 1/1991 sul lavoro), 30 luglio 1999 57 Sbírka Zákonu (gazzetta Ufficiale) 3151 e la Legge 155/2000 del 18 maggio 2000 (emendamento alla legge sul lavoro, Legge 65/1965, Art. 1(4), e alla legge sui militari, Legge 221/1999, Art. 2(4)), 21 giugno 2000 49 Sbírka Zákonu 2290, 2318 ("sexuální orientace")

## Nel resto del mondo

### Australia
L'Equal opportunity Act del 1984 prevede protezione dalla discriminazione sul lavoro, in ambito educativo per omosessuali, bisessuali e transessuali.
- Tasmania

L'Anti-Discrimination Act del 1998 prevede la menzione dell'"orientamento sessuale" tra le categorie protette dalle discriminazioni e proibisce l'incitamento all'odio.

### Brasile
Due stati prevedono protezione:
- Mato Grosso

L'Articolo 10.3 della Costituzione del 1989 prevede esplicitamente la protezione contro la discriminazione per "orientamento sessuale".
- Sergipe

L'Articolo 3.2 della Costituzione del 1989 prevede esplicitamente la protezione contro la discriminazione per "orientamento sessuale".

### Canada
La Carta dei Diritti riconosce il divieto di discriminazione per razza, origini etniche o nazionalità, colore, religione, sesso, età o disabilità fisica o mentale.
La Corte suprema ha riconosciuto nel caso Egan v. Canada che anche l'orientamento sessuale è protetto allo stesso grado.
Nel 1996 l'Human Rights Act ha riconosciuto il divieto di discriminazione per orientamento sessuale.

### Colombia
La Corte Costituzionale ha giudicato discriminatoria una legge del 1979 che imponeva le dimissioni agli insegnanti omosessuali.

### Costa Rica
La Legge 7771, art. 48 protegge dalle discriminazioni per razza, nazionalità, genere, età, scelte politiche, orientamento sessuale, posizione sociale, situazione economica, stato civile e malattia.

### Ecuador
La non discriminazione per orientamento sessuale è garantita dall'articolo 23 della Costituzione del 1998.

### IsoleFigi
L'art. 38.2 della Costituzione, con un emendamento del 1997, ha introdotto il divieto di discriminazione per orientamento sessuale nel 1997.

### Israele
L'Equal opportunities in Employment act del 1992 proibisce le discriminazioni relative all'orientamento sessuale sul lavoro.

### Stati Uniti
La discriminazione sul posto di lavoro per orientamento sessuale, secondo la Civil Rights law, è proibita.
Un ordine esecutivo intitolato Further Amendament to Executive order 11478, firmato dal presidente Bill Clinton nel 1998, proibisce la discriminazione basata sull'orientamento sessuale per i lavoratori del governo.
Nel 2009 il presidente Barack Obama promulgò il Matthew Shepard Act, un provvedimento che punisce i crimini d'odio motivati da gender, orientamento sessuale, identità di genere o disabilità, percepita o reale della vittima.
Nel 2011 entrò ufficialmente in vigore il Don't Ask, Don't Tell Repeal Act of 2010, firmato dall'amministrazione Obama, che pose fine alla precedente politica del Don't ask, don't tell, adottata nel 1993 e applicata nel 1994 dall'amministrazione Clinton, che aveva impedito a omosessuali e bisessuali di servire apertamente nelle forze armate degli Stati Uniti.
Nel 2020 una sentenza della Corte Suprema stabilì l'illegalità del licenziamento dei lavoratori in quanto omosessuali o transgender.

### Sudafrica
La Costituzione del Sudafrica vieta dal 1996 la discriminazione sulla base delle scelte sessuali.
In particolare, l'art. 9, c. 3, dispone che lo Stato non può discriminare direttamente o indirettamente ciascuno sulla base della razza, genere, sesso, stato di gravidanza, stato civile, origine etnica o sociale, colore, età, handicap fisici e mentali, religione, coscienza, credo, cultura, lingua, nascita e orientamento sessuale.